# رصدخانه کاسین
رصدخانهٔ کاسین دارای ۱۶ تلسکوپ میباشد که در میان آنان تلسکوپ خورشیدی کرونادو آن و تلسکوپ مرکزی سلسترون با تمام تجهیزات ثبت و ضبط داده های رصدی ان شاخص تر میباشد همچنین مجموعه دارای ۳ آسمان نما که یکی از انان ثابت و دیجیتال با قابلیت پخش تصاویر تلسکوپ مرکزی و خورشیدی میباشد و ۲ تای ان متحرک میباشد شایان ذکر است همچنین دادای سالن آمفی تئاتر ، سالن رباتیک ، نمایشگاه عکس و کتابخانه مرکزی میباشد این مجموعه همچنین دارای رستوران کردان ، هتل و کافی شاپ نیز میباشد

## اختلاف نظر
به گفته وبگاه شرکت کاسین، این رصدخانه مدرنترین در خاورمیانه است اما برخی از کارشناسان این ادعا را تأیید نمی‌کنند و بر این باورند که رصدخانه‌هایی مانند رصدخانه ملی ایران و رصدخانه خواجه نصیرالدین طوسی تبریز در ایران و رصدخانه‌هایی مانند رصدخانه وایز دانشگاه تلاویو  و رصدخانه ملی توبیتاک ترکیه  در خاورمیانه، موقعیت، تلسکوپ و امکانات برتری دارند. همچنین وجود دو دکل در جوار گنبد و آلودگی نوری ناشی از شهر خرم‌آباد از چالش‌های رصد در این مرکز است.

## امکانات
رصدخانهٔ کاسین دادای ۱۶ تلسکوپ می‌باشد که در میان آنان تلسکوپ خورشیدی کرونادو آن و تلسکوپ مرکزی سلسترون با تمام تجهیزات ثبت و ضبط داده‌های رصدی آن شاخص‌تر می‌باشد. همچنین مجموعه دارای ۳ آسمان‌نما که یکی از آنان ثابت و دیجیتال با قابلیت پخش تصاویر تلسکوپ مرکزی و خورشیدی می‌باشد و ۲ تای آن متحرک می‌باشد شایان ذکر است همچنین دادای سالن آمفی‌تئاتر، سالن رباتیک، نمایشگاه عکس و کتابخانهٔ مرکزی می‌باشد.